# Progeny – Höllenbrut
Progeny – Höllenbrut (Alternativtitel: Progeny – Willkommen in der Hölle, Originaltitel: Progeny, wörtlich „Nachkommen“ oder „Frucht“) ist ein US-amerikanischer Science-Fiction-Horrorfilm aus dem Jahr 1998. Brian Yuzna führte Regie, das Drehbuch schrieben Aubrey Solomon und Stuart Gordon. Der Film wurde erstmals am 14. Mai 1998 auf dem Cannes Film Festival in Frankreich veröffentlicht. In Deutschland hatte der Film zunächst am 3. Januar 2000 seine Premiere auf VHS. Die DVD-Premiere folgte am 12. Februar 2008. In den Hauptrollen spielen Arnold Vosloo, Brad Dourif, Jillian McWhirter, Lindsey Crouse und Wilford Brimley.

## Handlung
Sherry, eine Frau, wird nachts während des Schlafes von Aliens entführt. Am nächsten Morgen wachen sie und ihr Mann Craig auf, ohne etwas davon mitbekommen zu haben. Kurz darauf stellt sie eine Schwangerschaft fest. Craig, der von Beruf Arzt ist, bemerkt, dass das zu erwartende Kind nicht normal ist. Sie suchen den Professor und Psychologen Dr. Clavell auf, der sich mit Ufologie und paranormalen Aktivitäten beschäftigt. Dieser hypnotisiert Sherry und führt sie in die Nacht zurück, in der sie schwanger wurde. Sie entdecken, dass Sherry von Aliens vergewaltigt und geschwängert wurde. Daraufhin versucht ihr Mann Craig mit allen Mitteln das Ungeborene zu töten. Das Alien-Baby, welches bereits Besitz von Craigs Frau erlangt hat, setzt sich zur Wehr.

## Hintergrund
Der Film wurde mit einem Budget von rund 2.500.000 Dollar produziert und wurde 1998 bei den Filmfestspielen in Cannes gezeigt.
Das Monster wurde von Screaming Mad George gestaltet.

## Kritiken
„Horrorfilm, der seine bittere Geschichte konsequent durchbuchstabiert und weitgehend ohne grobe Schockeffekte auskommt. Zum Ende geht es allerdings etwas ekliger zu, auch wenn sich alles in erträglichen Grenzen hält.“, so das Lexikon des internationalen Films. „Ein guter, grotesker Thriller“, urteilte kurz Doug Pratt, während Video Watchdog den Film für „eine dunkle Satire über Oberschichtfantasien und -frustrationen“ hält.

## Auszeichnungen
Brian Yuzna bekam 1998 den International Fantasy Film Award in Porto, Portugal.